# Влощовиці
Влощовиці (пол. Włoszczowice) — село в Польщі, у гміні Кіє Піньчовського повіту Свентокшиського воєводства.
Населення — 666 осіб (2011).
У 1975-1998 роках село належало до Келецького воєводства.

## Демографія
Демографічна структура на день 31 березня 2011 року:
|          | Загалом | Допрацездатний вік | Працездатний вік | Постпрацездатний вік |
| -------- | ------- | ------------------ | ---------------- | -------------------- |
| Чоловіки | 322     | 55                 | 249              | 18                   |
| Жінки    | 344     | 72                 | 205              | 67                   |
| Разом    | 666     | 127                | 454              | 85                   |